# MYmovies.it
MYmovies.it és un lloc web dedicat al cinema italià. Fundat el 2000, el lloc web conté una base de dades sobre pel·lícules i sèries de televisió i actors italians amb pel·lícules des del 1895 fins a l'actualitat. El lloc web també inclou ressenyes de futures pel·lícules, entrevistes amb actors i directors i altres figures destacades de la indústria cinematogràfica italiana i notícies internacionals relacionades amb el cinema. El 2010, també va llançar una plataforma de transmissió, Mymovieslive!. Segons les enquestes demogràfiques, el lloc web és particularment popular entre els homes italians de 25 a 45 anys. És el 56è lloc web més popular entre els usuaris d'Internet d’Itàlia. El lloc web és cada vegada més utilitzat com a font per publicacions relacionades amb el cinema italià.
Cap el 2013, el lloc web incloïa més d'un milió de pàgines, més de 200.000 ressenyes i recopilava més de 3 milions de visitants únics mensuals.